# Rubik-kocka-világbajnokságok listája
A Rubik-kocka-világbajnokságokat kétévente rendezik meg a World Cube Association szervezésében.
| Világbajnokság | Év   | Helyszín         | Időpont          | Nemzetek | Kirakó | Esemény | Nyertes           | Nyertes idő (mp) | Ref    |
| -------------- | ---- | ---------------- | ---------------- | -------- | ------ | ------- | ----------------- | ---------------- | ------ |
| I.             | 1982 | Budapest         | június 5.        | 19       | 1      | 1       | Minh Thai         | 22.95            | [ 1 ]  |
| II.            | 2003 | Toronto          | augusztus 23–24. | 15       | 9      | 13      | Dan Knights       | 20.00            | [ 2 ]  |
| III.           | 2005 | Lake Buena Vista | november 5–6.    | 16       | 9      | 13      | Jean Pons         | 15.10            | [ 3 ]  |
| IV.            | 2007 | Budapest         | október 5–7.     | 28       | 10     | 17      | Yu Nakajima       | 12.46            | [ 4 ]  |
| V.             | 2009 | Düsseldorf       | október 9–11.    | 32       | 12     | 19      | Breandan Vallance | 10.74            | [ 5 ]  |
| VI.            | 2011 | Bangkok          | október 14–16.   | 35       | 12     | 19      | Michał Pleskowicz | 8.65             | [ 6 ]  |
| VII.           | 2013 | Las Vegas        | július 26–28.    | 35       | 10     | 17      | Feliks Zemdegs    | 8.18             | [ 7 ]  |
| VIII.          | 2015 | São Paulo        | július 17–19.    | 38       | 11     | 18      | Feliks Zemdegs    | 7.56             | [ 8 ]  |
| IX.            | 2017 | Párizs           | július 13–16.    | 70       | 11     | 18      | Max Park          | 6.85             | [ 9 ]  |
| X.             | 2019 | Melbourne        | július 11–14.    |          |        | 18      | Philipp Weyer     | 6.74             | [ 10 ] |